# 사카구치 슈헤이
사카구치 슈헤이(일본어: 阪口周平, 1977년 9월 5일 ~ )는 일본의 성우이다.

## 출연 작품

### TV 애니메이션
2004년
- 따끈따끈 베이커리(카와치 쿄스케)

2005년
- 격투미신 우롱(오오바 마사오)

2007년
- 나루토 질풍전(쥬고)
- 도쿄마인학원 검풍첩(아란 쿠로우도)
- 일기당천 Dragon Destiny(하후돈 원양)

2008년
- 이나즈마 일레븐(츠나미 죠스케)
- 장난스런 키스(이케자와 킨노스케)

2010년
- 일기당천 Xtreme Xecutor(하후돈 원양)

2012년
- 스마일 프리큐어!(키세 유이치)

2022년
- 딜리셔스 파티♡프리큐어(나르시스토르)